# Нижнесеребряковка
Нижнесеребряковка — исчезнувший хутор в Зимовниковском районе Ростовской области. Располагался на левом берегу Сала между слободой Верхнесеребряковкой и хутором Озерский.

## История
Дата основания не установлена. Первоначально имел статус посёлка, входил в состав Первого Донского округа земли Войска Донского. Позднее включён в состав Сальского округа. В 1859 году в посёлке Нижне-Серебряковском имелось 94 двора, проживало 235 душ мужского и 344 женского пола.
К 1873 году была образована Нижне-Себряковская волость. Название посёлка трансформировалось в Нижне-Себряковский. В 1873 году в посёлке Нижне-Себряковском имелось 96 дворов, проживали 251 житель мужского и 289 женского пола.
В данных переписи 1897 года значится как село Нижне-Себряковское. Согласно данным первой Всероссийской переписи населения 1897 года в хуторе Верхне-Себряков Нижне-Себряковской волости Сальского округа области Войска Донского проживало 844 души мужского и 842 женского пола. К 1915 году населённый пункт утратил статус села, было преобразовано в посёлок Нижне-Себряковский, центр Себряковской волости был перенесён в Верхне-Себряковку). Согласно алфавитному списку населенных мест Области войска Донского 1915 года в посёлке Нижне-Себряковском проживало 504 души мужского и 472 женского пола, имелись почтовое отделение, церковь, мужское и женское приходские училища, 1 паровая и 2 ветряные мукомольные мельницы
В результате Гражданской войны население посёлка сократилось. В этот же период название было изменено на Нижне-Серебряковка. Согласно первой Всесоюзной переписи населения 1926 года население хутора Нижне-Серебряковка Верхне-Серебряковского сельсовета Зимовниковского района Сальского округа Северо-Кавказского края составило 615 человек, 293 мужчины и 322 женщины, из них великороссов — 594.

## Население
Динамика численности населения
| 1859 | 1873 | 1897 | 1915 | 1926 |
| ---- | ---- | ---- | ---- | ---- |
| 579  | 540  | 1686 | 976  | 615  |